# Diocesi di Arlane
La diocesi di Arlane (o Arlana) (in latino Dioecesis Arlanensis) è una sede soppressa della Chiesa cattolica. Con il titolo di Alali (in latino Alaliensis), è stata una sede titolare cattolica.

## Storia
Nel suo Oriens christianus (1740), Michel Le Quien menziona la Ecclesia Alalorum, nella regione di Palmira nei pressi dell'Eufrate, indicata come antica sede vescovile della provincia romana della Fenicia Seconda, suffraganea dell'arcidiocesi di Damasco. A questa sede l'autore attribuisce due vescovi, Talassio e Abramo, che presero parte ai concili ecumenici di Nicea del 325 e di Calcedonia del 451; Abramo inoltre sottoscrisse nel 458 la lettera dei vescovi della Fenicia Seconda all'imperatore Leone dopo la morte di Proterio di Alessandria.
Tuttavia, le informazioni di Le Quien sono errate. Siméon Vailhé enumera almeno tre motivi per cui mettere seriamente in dubbio le conclusioni del sacerdote domenicano:
1. una località di nome Alalis è menzionata nella Geographia di Claudio Tolomeo nella regione palmirena; ma questa località si trovava fuori dai confini della Fenicia Seconda; non può dunque essere identificata come la sede dei vescovi che apposero la loro firma agli atti conciliari di Nicea e di Calcedonia;
2. gli atti autentici dei due concili non riportano mai il nome Alalis o Alalorum come pretende Le Quien, né nella versione greca né nelle recensioni latine o siriache; appaiono piuttosto i termini Alasso, Arcao, Alani e Arlani;
3. infine, la Notitia episcopatuum del patriarcato di Antiochia, di cui si possiede una recensione del X secolo che si riferisce tuttavia ad una primitiva versione risalente al VI secolo,[2] non menziona mai una sede Alalis o Alalorum tra le suffraganee di Damasco, bensì la sede Arlane o Arlana (o Archaa, come appare in alcune versioni latine della Notitia). È a questa sede che devono appartenere i vescovi Talassio e Abramo.

Sulla individuazione geografica di questa località, Vailhé annota: «Il est à remarquer qu'il existait, à 12 kilomètres au nord de Palmyre, un poste romain du nom d'Aracha, aujourd'hui Erek, sur la route de Palmyre à Sergiopolis. Ne serait-ce pas notre évêché?»
Nel XVIII secolo, la Chiesa cattolica istituì la sede titolare Alaliensis, soppressa dopo la morte del suo ultimo titolare nel 1928, certamente perché, come afferma Vailhé, una diocesi di Alali non è mai esistita.

## Cronotassi

### Vescovi greci
- Talassio † (menzionato nel 325)
- Abramo † (prima del 451 - dopo il 458)

### Vescovi titolari
- Antoni Józef Żółkowski † (7 dicembre 1744 - 19 gennaio 1763 deceduto)
- Kazimierz Rokitnicki † (26 novembre 1764 - 17 gennaio 1779 deceduto)
- Jerzy Pawłowski † (19 giugno 1780 - ?)
- Johann Michael Leonhard † (15 dicembre 1828 - 6 aprile 1835 confermato vescovo di Sankt Pölten)
- Francisco Javier Luna-Pizarro y Pacheco de Chávez † (1º febbraio 1836 - 24 aprile 1845 nominato arcivescovo di Lima)
- Jean-Baptiste Boucho, M.E.P. † (3 giugno 1845 - 6 marzo 1871 deceduto)[3]
- Antonio Maria Curcio † (21 dicembre 1874 - 10 febbraio 1875 succeduto vescovo di Oppido Mamertina)
- Eduard Angerer † (26 giugno 1876 - 26 giugno 1890 nominato arcivescovo titolare di Selimbria)
- Michael John Hoban † (1º febbraio 1896 - 3 febbraio 1899 succeduto vescovo di Scranton)
- Joseph-Sylvain-Marius Fabrègues, C.M. † (19 febbraio 1910 - 24 novembre 1928 deceduto)